# Talgkirtel
Talgkirtler er små kirtler der findes i huden på pattedyr. På mennesker findes de over hele kroppen på nær i håndfladerne og fodsålerne, men oftest i hårdækkede områder af kroppen hvor de er forbundene med hårsækkene. Talgkirtler findes også på områder af kroppen uden hår: øjenvipperne, penis, de indre skamlæber og brystvorterne.

## Talg
Talgkirtler udskiller (secernerer) en fedtholdig olieagtig substans kaldet talg (sebum). Talg produceres fra fedt og døde fedtproducerende celler. Talg har til formål at beskytte og vandtætte hår og hud og sørge for det ikke tørrer ud, bliver skrøbelig og revner. Det kan også hæmme væksten af mikroorganismer på huden.

### Sammensætning
Sammensætningen af talg varierer fra art til art. I mennesker er indholdet som følger:
| Procent indhold | Substans       |
| 25%             | voks monoester |
| 41%             | triglycerid    |
| 16%             | frie fedtsyrer |
| 12%             | squalen        |